# Karlsbiese
Karlsbiese ist ein Gemeindeteil von Neulewin, dem namengebenden Ortsteil der amtsangehörigen Gemeinde Neulewin (Amt Barnim-Oderbruch, Landkreis Märkisch-Oderland, Brandenburg). Bis zur Eingliederung nach Neulewin war Karlsbiese eine selbständige Gemeinde.

## Geographische Lage
Das Dorf am Nordoststrand des Oderbruches liegt ein Kilometer nordöstlich von Neulewin.

## Geschichte
Karlsbiese wurde ab dem Jahr 1755 als Kolonistendorf angelegt. Damals hieß der Ort Neugüstebiese, ab dem 8. März 1760 hieß er Carlsbiese. Die Siedler waren Deutsche aus Polen, sie mussten das Land roden und die Häuser bauen. Dafür wurden sie acht Jahre von Abgaben befreit. Im Jahre 1799 lebten in zehn Häusern 195 Menschen.
In der Mitte des 19. Jahrhunderts gab es im Ort eine Kirche und eine Schule, über den Baustil der Kirche ist nichts bekannt. Am 1. Juli 1945 wurde Karlsbiese nach Neulewin eingemeindet.

## Baudenkmale
Im Ort sind drei Gebäude denkmalgeschützt.
- Karlsbiese 170 und Karlsbiese 171: Das Haus Karlsbiese 170 bildet mit dem Haus Karlsbiese 171 ein Doppelhaus. Erbaut wurden die Häuser in der ersten Hälfte des 19. Jahrhunderts. Bis in das Jahr 1943 waren die Häuser eine Hofstelle, danach wurden Haus und Grundstück geteilt. Die Häuser sind eingeschossig und traufständig. Die Wohnhäuser haben ein Satteldach.
- Friedhofskapelle: Die Kapelle ist ein kleiner Ziegelbau mit einem Satteldach. Erbaut wurde die Kapelle Ende des 19. Jahrhunderts. Sie steht auf dem Friedhof westlich von Karlsbiese am Ortsausgang von Neulewin.